# Andrena specularia
Andrena specularia är en biart som beskrevs av Donovan 1977. Andrena specularia ingår i släktet sandbin, och familjen grävbin. Inga underarter finns listade i Catalogue of Life.